# 魏氏金茅
魏氏金茅（学名：Eulalia wightii）为禾本科金茅屬下的一个种。

## 扩展阅读
- 維基物種上的相關：魏氏金茅